# Poslanska skupina Slovenske ljudske stranke
Poslanska skupina Slovenske ljudske stranke je bila poslanska skupina, ki so jo sestavljali poslanci, ki so bili izvoljeni na listi Slovenske ljudske stranke. 

## Sestava

### Mandat 2008-2011
Poslanci
- Jakob Presečnik (vodja)
- Franc Bogovič (namestnik vodje)
- Gvido Kres (član)
- Janez Ribič (član)
- Radovan Žerjav (član)

Osebje
- Aleš Vehar (sekretar PS)

### Mandat 2011-2014
- Mihael Prevc
- Jakob Presečnik, podpredsednik Državnega zbora Republike Slovenije[1]
- Franc Bogovič
- Janez Ribič
- Franc Pukšič
- Radovan Žerjav